# Вали до Анари
Вали до Анари (на португалски: Vale do Anari) е град — община в североизточната част на бразилския щат Рондония. Общината е част от икономико-статистическия микрорегион Арикемис, мезорегион Източна Рондония. Населението на общината към 2010 г. е 9361 души, а територията е 3135 km² (3 д./km²).

## История
Местността възниква като селище с името Силвио ди Фариас.
През 1989, част от жителите основават асоциация Вали до Анари, целяща защитата на интересите на местното население и региона.
Проектът за еманципация бива обсъден в Законодателната асамблея на Рондония с името Вали до Анари, като се отхвърля варианта Силвио ди Фариас.
Името в превод означава Долината на Анари, тъй като градът се намира в долината на река Анари, протичаща през региона. Реката е ляв приток на по-голямата Жи-Парана, а името ѝ идва от рибата Creagratus anary.
Общината е основана със Закон № 572, от 22 юни 1994, подписан от тогавашния щатски губернатор Освалдо Пиана Фильо, след като се отцепва от съседната Машадиньо д'Оести.